# Baustraße (Rostock)
Die Baustraße in Rostock ist eine ehemalige Straße, die sich im äußersten Westen des historischen Stadtkerns der Hansestadt befand. Sie führte vom Kröpeliner Tor in nördlicher Richtung fast parallel zur Stadtmauer zur Langen Straße und war Teil der Rostocker Neustadt.

## Geschichte
1356 auf Deutsch und Latein (platea agriculturae) erstmals erwähnt, bezog sie ihren Namen von der Landwirtschaft, das Bau- ist im Sinne von bebauen, Ackerbau etc. zu verstehen. Tatsächlich war die westliche wie auch die südliche Rostocker Stadtperipherie stark agrarisch geprägt. Die Bewohner der Baustraße arbeiteten nicht nur in der Stadtfeldmark  hinter der nahen Stadtmauer, sondern unterhielten ebenfalls Scheunen und Gehöfte in der Baustraße, meist im Auftrag der städtischen Oberschicht, in deren Besitz sich diese Objekte befanden. Im hansischen Rostock waren urbanes und rurales Leben eng miteinander verbunden. Die Baustraße wurde vornehmlich von Landarbeitern und einfachen Handwerkern bewohnt und war dementsprechend nur mit Buden bebaut. Die Buden auf der Westseite schlossen sich fast an die Stadtmauer an. Um 1600 befanden sich in der Baustraße mindestens sieben Scheunen.
Nach ihrer Zerstörung im Vier-Nächte-Bombardement der britischen Luftwaffe Ende April 1942 ist sie nicht wieder aufgebaut worden und heute völlig aus dem Stadtbild verschwunden. 